# Saxparty 6
Saxparty 6 är ett studioalbum från 1979 utgivet av det svenska dansbandet Ingmar Nordströms på skivmärket Frituna. Albumet placerade sig som högst på sjunde plats på den svenska albumlistan. Albumet återutgavs 1991 till CD.

## Låtlista
1. Moonlight Serenade
2. One Way Ticket
3. Why
4. Music Box Dancer
5. But I Do
6. Morgen
7. Darlin'
8. Don Juan
9. Ballade Pour Adeline
10. Born to Be Alive
11. Chiquitita
12. Copacabana
13. Harbour Lights
14. Linda
15. Gamla låtar (The Old Spinning Wheel)

## Listplaceringar
| Lista (1979-1980) | Topplacering |
| ----------------- | ------------ |
| Sverige           | 7            |

### Fotnoter
1. ↑  Listplacering